# Георги Георгиев (политик, р. 1969)
Георги Иванов Георгиев e български политик.
Роден е на 17 септември 1969 година.
Народен представител е в XLVIII народно събрание. (1 МИР Благоевград, ПГ ГЕРБ-СДС).